# Casa dell'Ospizio
La Casa dell'Ospizio era uno storico edificio di Castel Goffredo, in provincia di Mantova, situato in contrada Picaloca, ora via Mantova.
Venne eretto sulle rovine dell'antico Oratorio dei Disciplini con annesso campanile di proprietà della congregazione dei Disciplinati, posto nei pressi della chiesa prepositurale di Sant'Erasmo ed era adibito ad abitazione dei predicatori della Quaresima ed Avvento, ospitati a carico del comune.
Nel 1792 venne adibito a scuola femminile e quindi ad abitazione. Al piano terra hanno trovato sepoltura sino al 1906 quattro religiosi dei Disciplinati.
Dopo la totale demolizione avvenuta negli anni Sessanta, è sorto un nuovo edificio utilizzato dalla parrocchia come oratorio femminile.

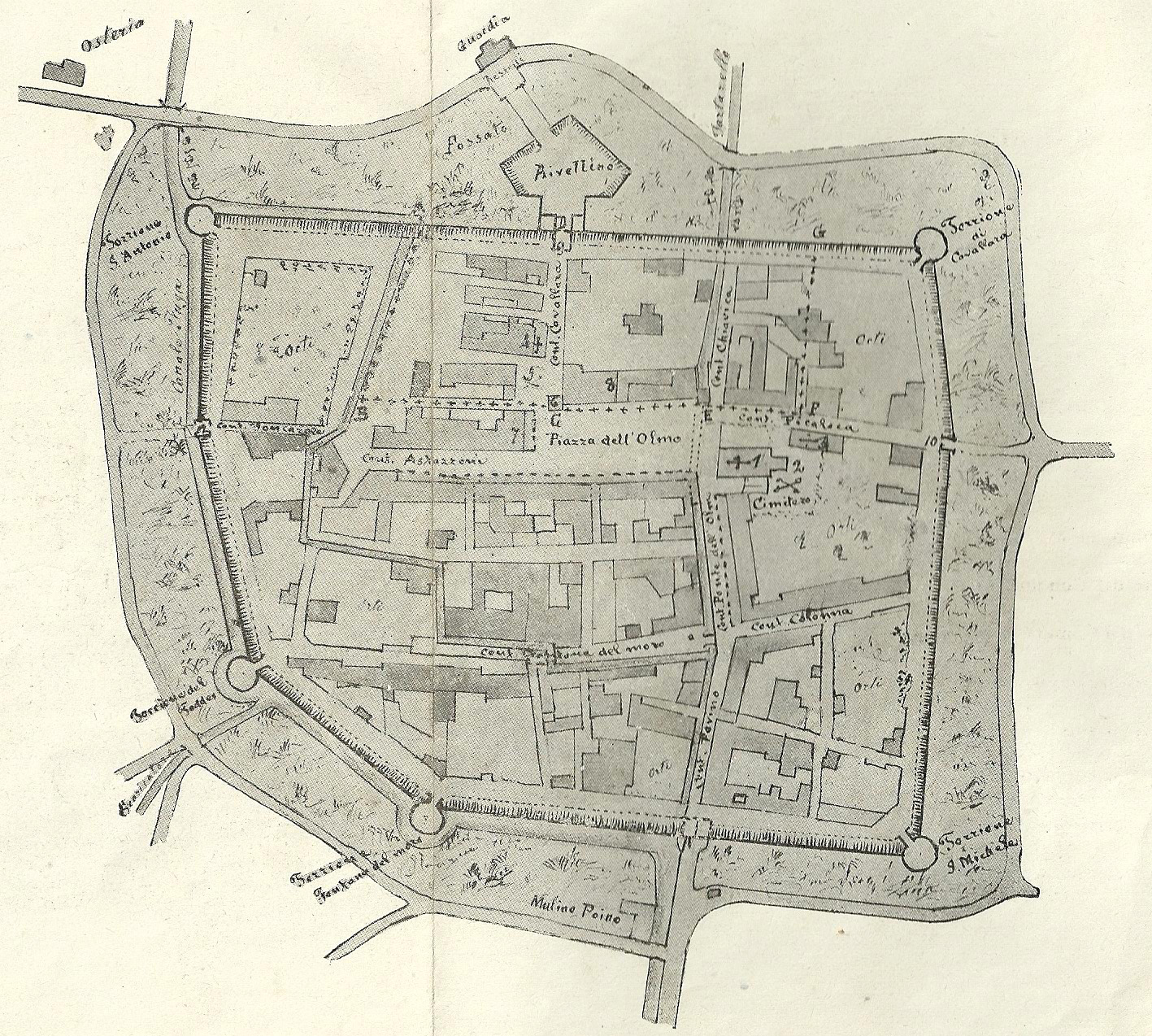
Fortezza di Castel Goffredo agli inizi del Cinquecento.

### Altre fonti
- 1999 – Immagina. Castel Goffredo: l'evoluzione di un territorio, CD-ROM, a cura del Comune di Castel Goffredo.